# Палуцци, Лучана
Лучана Палуцци (Luciana Paluzzi, род. 10 июня 1937, Рим) — итальянская актриса. Наиболее известна по роли убийцы Фионы Вольпе из синдиката SPECTRE, из четвёртого фильма «бондианы», Шаровая молния.

## Карьера

### Кино
Самая первая эпизодическая роль Лучаны Палуцци в титры не попала, это был «проход» в романтической комедии Три монеты в фонтане (1954). Она продолжила появляться на экране, и большинство картин были сделаны в её родной Италии. В ранних фильмах с её участием в титрах её обозначали как Luciana Paoluzzi.
Палуцци известна, прежде всего, как злодейка Фиона Вольпе, из четвёртого фильма бондианыШаровая молния (1965). Примечательно, что она пробовалась на роль Доминетты Петаччи («Домино»), девушки Бонда в этой картине, но продюсеры остановили свой выбор на Клодин Оже, переделав сценарную Домино из итальянки во француженку и переименовав её в Доминик Дерваль. Лучана поначалу расстроилась, но быстро утешилась, когда ей предложили роль злодейки Вольпе, решив, что её будет «гораздо интереснее играть». Позже Палуцци заявила, что роль девушки Бонда — это палка о двух концах. В документальном фильме Девушки Бонда навсегда, Палуцци восхищена и изумлена уровнем известности, публичности и признания, которые она получила после выхода Шаровой молнии на экран, но результатом такой популярности стал возврат к итальянской киноиндустрии, в которой она себя чувствовала более серьёзной актрисой.
Палуцци появилась в таких фильмах, как Muscle Beach Party (1964) и Chuka (1967). В 1969 году снялась в сексплуатационной ленте 99 женщин.

### Телевидение
В 1959-60 годах она появилась с Дэвидом Хедисоном в непродолжительном шпионском телесериале Пять пальцев. В 1962 году сыграла жены-убийцу в эпизоде триллера «Цветы зла». В 1964 году сыграла ещё одну злодейку в сериале The Man from U.N.C.L.E. - соблазнительную агентшу Анжелу в пилотном эпизоде «The Four Steps Affair», а также в полнометражной киноверсии этого эпизода, вышедшей в прокат под названием Поймать шпиона. В 1967 году Палуцци сыграла соблазнительную иностранную агентшу Марлу Валемски в «Matchless», первом эпизоде ситкома Mr. Teriffic.

## Личная жизнь
В 1960 году Лучана Палуцци вышла замуж за актёра Бретта Хэлси, только что оформившего развод с Ренатой Хой, актрисой и Мисс Германии 1954 года. Палуцци с мужем сыграли пару новобрачных в фильме Возвращение в Пейтон Плейс. У супругов родился сын Кристиан. После развода с Палуцци, в 1962 году Хэлси женился на немецкой актрисе и певице Хайди Брюль.
В 1980 году Лучана снова вышла замуж, за американского медиа-магната Майкла Соломона, бывшего президента Warner Bros International Television. Они поселились в элитном поместье на утёсе с видом на Тихий океан в Халиско (Мексика), известном как «Casa Dos Estrellas». Примерно в 2005 году они продали имение, чтобы жить в Нью-Йорке и Риме, ближе к семье.

## Избранная фильмография
- Three Coins in the Fountain (1954)
- Sea Fury (1958)
- Бенгальский тигр (1959)
- Carlton-Browne of the F.O. (1959)
- Путешествие в затерянный город (1959)
- Return to Peyton Place (1961)
- Muscle Beach Party (1964)
- 1963 — Порок и добродетель / Le vice et la vertu — Хелена, заключённая номер 88
- To Trap a Spy (1964)
- 1965 — На этот раз поговорим о мужчинах / Questa volta parliamo di uomini — жена промышленника
- 1965 — Шаровая молния / Thunderball — Фиона Вольпе
- The One Eyed Soldiers (1966)
- The Venetian Affair (1967)
- Chuka (1967)
- OSS 117 - Double Agent (1968)
- A Black Veil for Lisa (1968)
- The Green Slime (1968)
- The Forgotten Pistolero (1969)
- Carnal Circuit (1969)
- Капитан Немо и подводный город / Captain Nemo and the Underwater City — Мала
- Black Gunn (1972)
- Manhunt in Milan (1972)
- Tragic Ceremony (1972)
- The Two Faces of Fear (1972)
- War Goddess (1973)
- The Great Kidnapping (1973)
- The Klansman (1974)
- Manhunt in the City (1975)
- The Sensuous Nurse (1975)
- Calling All Police Cars (1975)
- Nick the Sting (1976)
- The Greek Tycoon (1978)
- Deadly Chase (1978)